# Barco de desembarco ucraniano Konstantín Olshanski
El barco de desembarco Konstantín Olshanski (en ucraniano: Костянтин Ольшанський), ex-BDK-56 (en ruso: БДК-56) con número de gallardete U402, es un buque del proyecto 775 (designación OTAN: Clase Ropucha) que entró en servicio en la Flota del Mar Negro de la Armada Soviética y, tras la disolución de la URSS, estuvo en servicio en la misma flota de la Armada de Rusia. En 1996, con la división de la flota entre las armadas de Rusia y Ucrania, fue transferido a la Armada de Ucrania, que lo asignó el 27 de marzo de 1996 (lo recibió el 10 de enero del mismo año). El 24 de marzo de 2014 fue capturado por Rusia en la anexión de Crimea por Rusia y nuevamente puesto bajo bandera de la Armada de Rusia, aunque no fue oficialmente asignado, sino que fue internado en la base naval de Sebastopol hasta 2022, cuando fue asignado a la Flota del Mar Negro rusa.
Lleva el nombre del Héroe de la Unión Soviética, el ucraniano Konstantín Fiódorovich Olshanski, muerto en combate en el asalto a Nicolaiev por parte de las fuerzas soviéticas en la Ucrania ocupada por los alemanes en la Segunda Guerra Mundial. También se nombró el pueblo de Olshanske en honor a él.

## Diseño
Su construcción comenzó en 1985 en el astillero naval Stocznia Remontowej o Remontowa de Gdańsk, entonces parte de la República Popular de Polonia. Fue el vigésimo primer buque del proyecto 775 original en ser construido.
Los buques del proyecto 775 cuentan con una eslora de 112,5 metros, manga de 15 y un calado de 3,7 m. Su desplazamiento es de 3.450 t, aunque puede llegar a las 4.080 si están a plena carga. Su propulsión son dos motores diésel de 9.600 caballos de potencia cada uno que mueven sus respectivas hélices. Su autonomía operativa es de 11.300 kilómetros a una velocidad de crucero de 28 Km/h o un tiempo de navegación de 30 días. Su tripulación es de hasta 98 marineros pudiendo llevar de carga hasta 10 carros de combate principales junto a 340 soldados u otras configuraciones de hasta 500 t de carga.

## Historial

### Armada Soviética
Tras su botadura y asignación, fue destinado a la 39.ª División de las Fuerzas Anfibias de la Flota del Mar Negro soviética con acuartelamiento en Donuzlav, entonces parte de la República Autónoma Socialista Soviética de Crimea, y ésta a su vez de la República Socialista Soviética de Ucrania.

### Armada de Rusia
Tras la disolución de la Unión Soviética, la enorme flota naval no fue desintegrada en un primer momento por la dificultad e importancia de su mantenimiento, habiendo un plan original de mantener unas Fuerzas Armadas unidas de la Comunidad de Estados Independientes. Sin embargo, este arreglo pronto empezó a hacer aguas al mantenerse un mando de oficiales casi exclusivamente dependiente de la recién formada Federación de Rusia, lo que llevó a muchos enfrentamientos de la marinería de los nuevos estados independientes. En el caso de la Flota del Mar Negro, esto se dio entre la marinería rusa y los marineros ucranianos y georgianos en los distintos puertos del Mar Negro.
Entre 1993 y 1994, Rusia utilizó el buque junto al BDK-69 (futuro Orsk) para la evacuación de refugiados de la zona abjasia durante el conflicto georgiano-abjasio. Durante esta misión el BDK-56 evacuó a 4.000 refugiados y fue atacado por la Armada de Abjasia.
Finalmente, Rusia y Ucrania alcanzaron un acuerdo para el reparto de las unidades de la Flota del Mar Negro soviética entre la Flota del Mar Negro rusa y la Armada de Ucrania en 1996. Georgia intentó también recibir parte de los buques soviéticos con acuartelamiento en Poti y Batumi para su Armada, postura que defendió Ucrania; aunque finalmente no fue adherida al acuerdo por oposición de Rusia.
El BDK-56 fue uno de los buques más grandes que recibió la armada ucraniana, que lo rebautizó como Konstantín Olshanski, en honor a un héroe de la Unión Soviética local.

### Armada de Ucrania

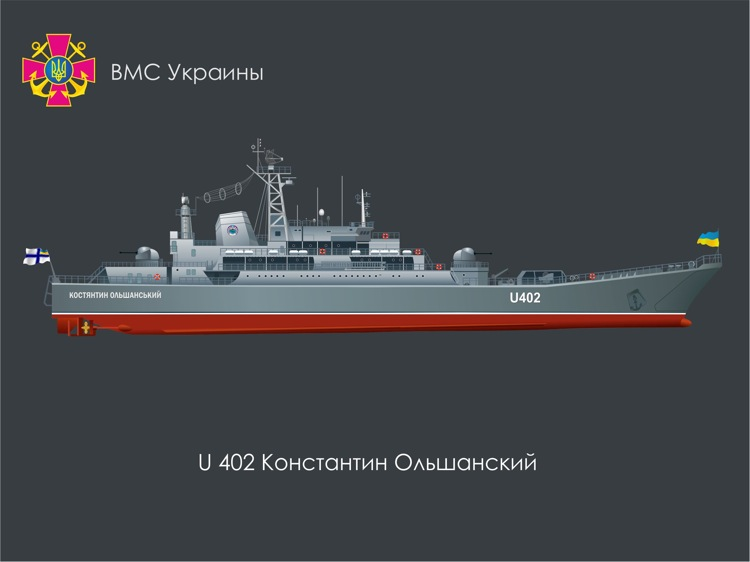
Vista del Olshanski en una imagen oficial de la Armada de Ucrania.

El buque fue cedido a Ucrania oficialmente el 10 de enero de 1996. Ucrania asignó el barco el 27 de marzo de 1996, llevando a cabo una ceremonia en la que se izaron las banderas naval y nacional en el buque.
En 2011, Ucrania envío el barco a Libia, inmersa en una guerra civil, para evacuar a los ciudadanos ucranianos. En la misión de rescate, el 22 de marzo de 2011 fueron embarcadas 193 personas, siendo 85 de ellas ciudadanos de Ucrania y otras 108 personas ciudadanas de 14 países distintos. El 4 de abril el buque arribó en Malta, donde desembarcaron 79 de las 108 personas de otros países. El 11 de abril desembarcó en Sebastopol, donde llegaron los 85 ciudadanos de Ucrania y los 29 ciudadanos restantes de países de la CEI.
En el comienzo de la anexión de Crimea por parte de la Federación de Rusia, en la noche del 6 de marzo de 2014, el Konstantín Olshanski fue bloqueado junto con otros 6 buques de guerra de la Armada de Ucrania en el lago Donuzlav, cerca de la Base Naval Austral. Allí fueron hundidos por parte de marineros de la Flota del Mar Negro rusa varios barcos fuera de servicio, incluido el buque antisubmarino Ochákov, para impedir la salida de los buques ucranianos a mar abierto.

### Capturado por Rusia
El 24 de marzo de 2014, el Konstantín Olshanski fue capturado por militares rusos y la bandera de San Andrés fue izada en el barco. Según los medios ucranianos, la tripulación desactivó el sistema de propulsión y el equipo electrónico. En octubre de 2014, el Konstantín Olshanski fue trasladado a la base de la Flota del Mar Negro en la ciudad de Sebastopol.
En 2015, los representantes de Rusia anunciaron su disposición a devolver el Konstantín Olshanski a Ucrania, entre otros barcos que permanecían en Crimea, siempre y cuando se firmase una paz en el Dombás, que reconociese la separación de los óblasts de Donetsk y Lugansk.
Con el inicio de la invasión rusa de Ucrania en 2022, la Flota del Mar Negro rusa asignó oficialmente el buque entre sus filas, utilizándolo en el frente naval de la invasión.